# Cassinklasse

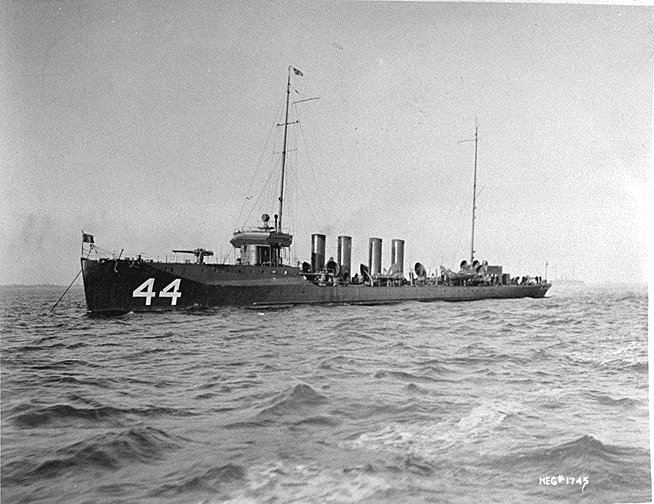
USS Cummings (DD-44)

Vier torpedobootjagers van de Amerikaanse marine vormden de Cassinklasse. Ze dienden allemaal als konvooi-escortes tijdens de Eerste Wereldoorlog. 
Ze waren de eerste schepen met het nieuwe 4 inch (102 mm) kanon. Het aantal torpedobuizen werd ten opzichte van de Pauldingklasse verdubbeld, van vier naar acht. De extra bewapening zorgde ervoor dat de waterverplaatsing over de 1000 ton heen ging, en verminderde de snelheid tot minder dan 30 knopen. 
De Aylwinklasse werd tegelijkertijd en volgens hetzelfde ontwerp gebouwd, en die vier schepen worden vaak ook beschouwd als Cassins. 

## Schepen
- USS Cassin (DD-43)
- USS Cummings (DD-44)
- USS Downes (DD-45)
- USS Duncan (DD-46)